# معهد الاستقرار المالي
معهد الاستقرار المالي هي إحدى الهيئات التي يستضيفها بنك التسويات الدولية في مقره الرئيسي في بازل سويسرا. تأسس في عام 1999 من قبل بنك التسويات الدولية ولجنة بازل للإشراف المصرفي، ويتمثل دوره الأساسي في تحسين التنسيق بين منظمي البنوك الوطنية من خلال عقد الندوات والعمل كغرفة مقاصة للمعلومات حول الممارسات التنظيمية.
تم إنشاؤه استجابة للأزمة المالية في شرق آسيا عام 1997، نتيجة لضعف ملحوظ في التنسيق بين المنظمين الوطنيين في مسائل التدريب والفهم العام للأنظمة المالية. ونتيجة لذلك يتركز عملها في المنظمين في الدول غير الأعضاء في مجموعة العشر.

## قائمة الرؤساء
- جوزيف توسوفسكي: 1 ديسمبر 2000 - 31 ديسمبر 2016.[2]
- فرناندو ريستوي: 1 يناير 2017 - حتى الآن.[3]